# Tianjin Jinmen Tiger
El Tianjin Jinmen Tiger Football Club es un club de fútbol chino de la ciudad de Tianjin. Fue fundado en 1998 y juega en la Superliga China. Sus propietarios son TEDA Holding (el nombre del patrocinio se deriva de las iniciales del Tianjin Economic-Technological Development Area), un conglomerado de propiedad estatal de la República Popular de China.[cita requerida]